# ガラス製品製造技能士
ガラス製品製造技能士（がらすせいひんせいぞうぎのうし）とは、国家資格である技能検定制度の一種で、かつて都道府県職業能力開発協会）が実施していた、ガラス製品製造に関する学科及び実技試験に合格した者をいう。
受検者減少により2012年（平成24年）3月31日にガラス製品製造職種の技能検定は廃止された。